# سینما شهر گناباد
سینما شهر گناباد یک سینما در شهر گناباد، ایران است.
این سینما پس از نوسازی در سال ۱۳۸۸ بازگشایی شده‌است.